# Txomin Laxalt
Pour les articles homonymes, voir Laxalt.
Txomin Laxalt, né à Saint-Jean-de-Luz en 1952, est un écrivain et journaliste indépendant  basque français particulièrement attaché à des sujets concernant le Pays basque.

## Biographie
Txomin Laxalt est journaliste indépendant, installé à Bayonne ; il collabore régulièrement à Pays Basque Magazine et Pyrénées Magazine  témoignant à la fois du Pays basque et de la montagne pyrénéenne.
Son travail de journaliste l'a emmené en Afghanistan, Algérie, Bosnie, Colombie, à Cuba et en Palestine ou encore à Saint-Pierre-et-Miquelon où il a enquêté sur la diaspora basque. Il est attaché au territoire et aux hommes du Pays basque, héritiers de l'expérience des premiers occupants, les bergers.
Les auteurs qui ont influencé ses premiers écrits sont Joseph Kessel, Nicolas Bouvier, Ella Maillart et Walt Whitman (Cf. Les Bouddhas et les papillons).
Pyrénéiste, l'écrivain est un montagnard, récompensé en 2012 par le Prix des Trois Couronnes pour l'ensemble de son œuvre. Chaque année des ouvrages ayant pour sujet le Pays basque sont mis à l'honneur par ce prix qui distingue soit un roman, soit un ouvrage historique ou de poésie.

## Œuvres
- Un Paseo - La Habana, Viñales. Ed. Bay Vista, Nice, 1996 avec Frédéric Mouriès, photographe ;
- Pays basque au tournant d'un siècle. Ed. Atlantica, Biarritz, 2001, texte accompagnant les photographies de Jean Dieuzaide ;
- (eu) Euskaldunak : Euskal Herriko erretratu eta bazterrak = portraits et paysages du Pays Basque = retratos y paisajes del País Vasco. Ed. Bay Vista, Nice, 2001 avec Frédéric Mouriès, photographe. Textes en basque et trad. française et espagnole en regard ;
- Le bourdon Saint-Jacques, cathédrale de Bayonne. Ed. Musée Basque et de l’histoire de Bayonne, Bayonne, texte enluminé, édition limitée ;
- Le temps des gudaris, chronique d'une guerre en Euskadi, 1936-1937. Éditions Iru Errege, Bayonne, 2004, avec les Illustrations de Philippe Tastet, chronique d'un épisode de la guerre civile espagnole en Pays basque, histoire des gudaris, soldats basques du premier gouvernement d'Euskadi jusqu'au bombardement de Guernica ;
- Copain du Pays Basque. Ed. Milan jeunesse, 2007 ;
- Brèves de Pays basque. Edicité, coll. Brèves, Tarbes, 2008. Littérature régionale, mise en brèves de la culture basque ;
- Pyrénées grandioses et secrètes. Ed. Milan, 2009 ;
- Les Pyrénées: un chemin entre deux mers. Ed. Milan, 2009. Traversée pyrénéenne de l'Atlantique à la Méditerranée ;
- Bayonne, l'usage de ma ville. Éditions Iru Errege, Bayonne, 2011 ;
- Les Bouddhas et les papillons. Éditions Iru Errege, Bayonne, 2012. Récits de voyages de l'Afghanistan à Terre-Neuve, de Sarajevo à la Palestine, du Caire au Pays basque ;
- Flottent les Jours sur la rivière Ezka. Éditions Iru Errege, Bayonne, 2013. Roman de la Seconde Guerre mondiale à la guerre civile espagnole en Soule et Navarre ;

### Autres travaux
- Un coin de Pays basque sur un caillou du bout du monde. Portrait de Jean-Paul Apesteguy. Pays Basque Magazine n°8, nov-déc. 1997[3] ;
- Le naturaliste du bout du monde. Portrait de Roger Etcheberry. Pays Basque Magazine n°33, janv-fév-mars 2004[4]
- Pays basque et Béarn : les champions du développement durable, Géo, n°379, septembre 2010, textes de Txomin Laxalt et photographies de Catherine Henriette[5].

## Prix
- 2012, Prix des Trois Couronnes